# Musée du Vieux Nîmes

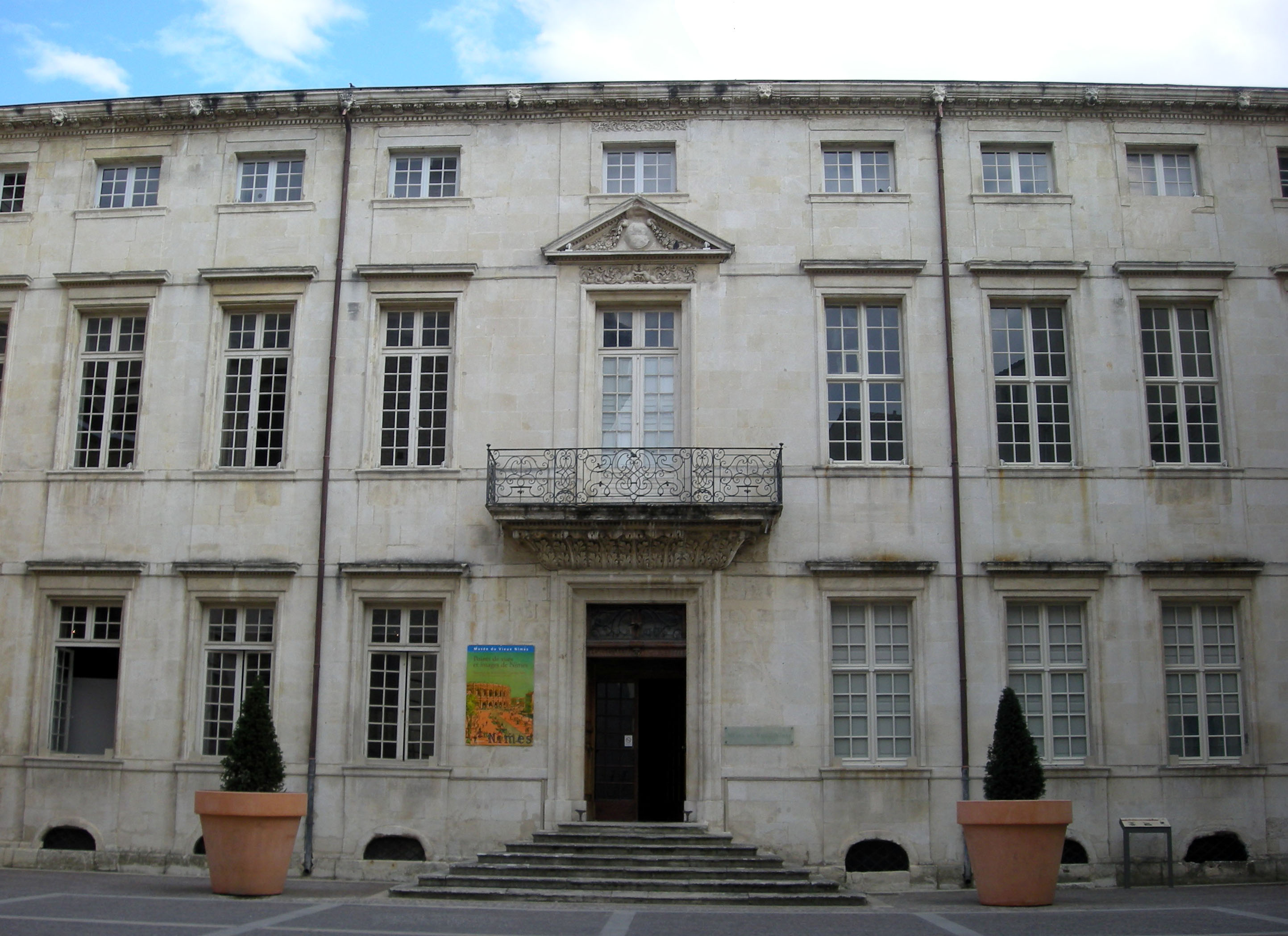
Musée du Vieux Nîmes

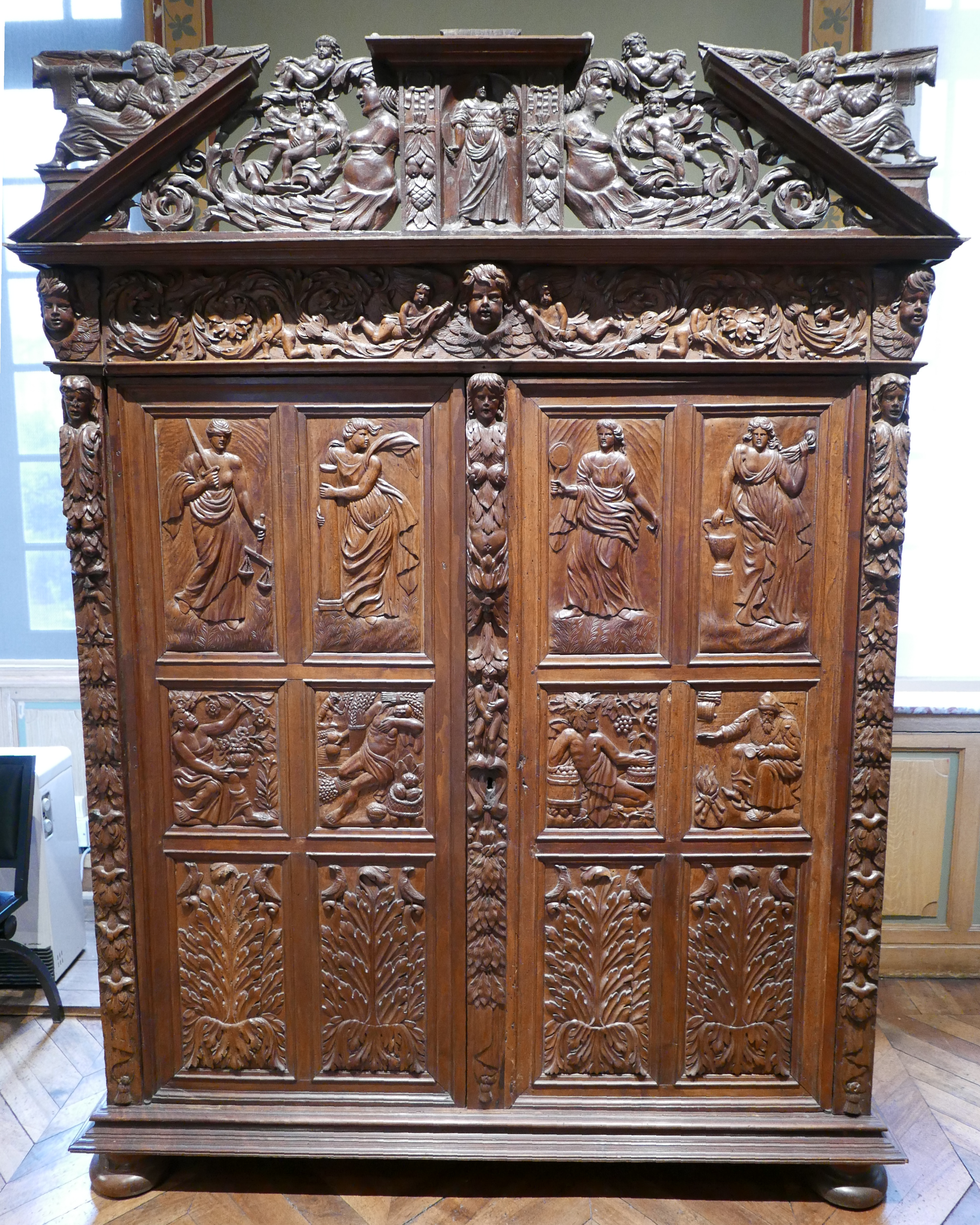
Houten kast uit de Bas-Languedoc

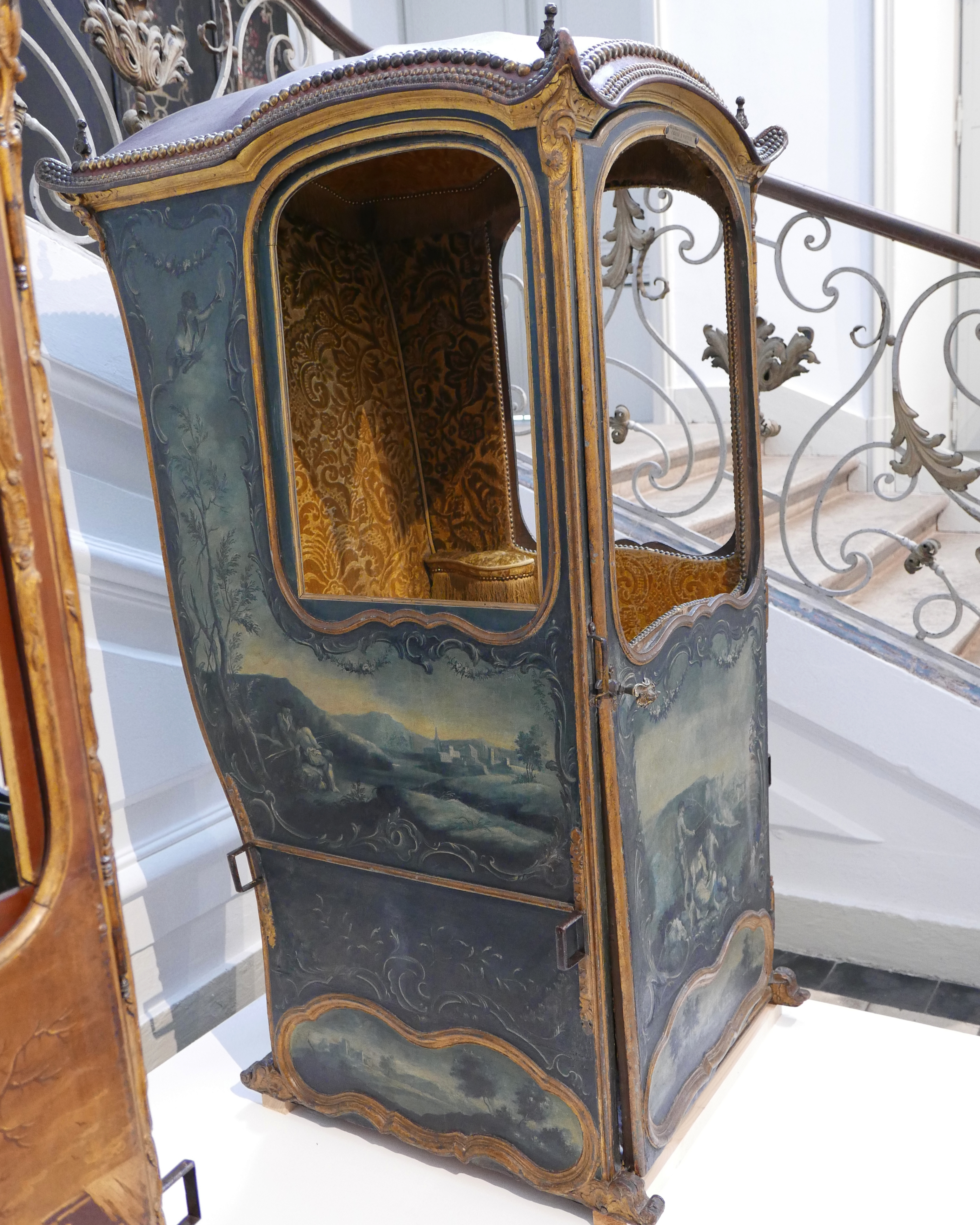
Draagstoel

Het Musée du Vieux Nîmes (20e eeuw) bevindt zich in het voormalig bisschoppelijk paleis van Nîmes (17e eeuw). Het is gelegen in het centrum van de Zuid-Franse stad Nîmes, in het departement Gard, aan de Place aux Herbes.

## Eerste paleis
In 1156 kwam er een scheiding tussen de goederen van de kathedraal en van de bisschop van Nîmes. Paus Adrianus IV besliste wat toehoorde aan het kapittel van de kathedraal enerzijds en wat aan de bisschop. Deze laatste kreeg de aanpalende gronden aan de westkant van de kathedraal. Het ene bouwvallig gebouw na het andere volgde mekaar op als bisschoppelijke residentie. In 1567 werd het paleis zwaar geplunderd tijdens de Michelade, een episode in de Franse Godsdienstoorlogen. In 1636 trok bisschop Anthime Denis Cothon zich terug in een private woning want het paleis was onbewoonbaar geworden. In 1681 werd via de Franse Kroon de nodige fondsen gevonden voor een bisschoppelijk paleis.

## Bisschoppelijk paleis
Het bisschoppelijk paleis, zoals het gebouw er nu uitziet, dateert van het einde van de 17e eeuw. Alexis de la Feuille de Merville, een van de koninklijke ingenieurs, drong zich op om de bouwplannen te tekenen. Bisschop Jacques Séguier koos echter voor Jacques Cubizol, een architect uit Nîmes zelf. Deze was buiten Nîmes onbekend. Het paleis was monumentaal, zoals de bisschop wou: brede eretrap, feestzaal op het gelijkvloers en een bibliotheek met galerij naar de kathedraal. Séguier trok in in de appartementen van het gelijkvloers.
Begin 18e eeuw werd het gebouw verder uitgebouwd: een groot eerste verdiep, stallingen, woonhuisjes voor lakeien, een grote keuken, een bureau voor de klerken en een privé-kapel voor de bisschop. Er verrees eveneens een grote ingangspoort. Nieuwe binnenplaatsen en zijgebouwen maakten het tot een complex bouwwerk. Bisschop Fléchier liet nog meer werklui aantrekken. Fresco’s, wandtapijten en houten lambrisering verfraaiden het geheel van de bisschoppelijke appartementen.

## Franse Revolutie en nadien
Tijdens de Franse Revolutie weigerde bisschop Cortois de Balore trouw te zweren aan de Grondwet. Hij ontvluchtte het paleis in 1792. Jean-Baptiste Dumonchel was de constitutionele bisschop in zijn plaats, doch Dumonchel werd niet aanvaard in Nîmes (1792). De revolutionaire overheid verkocht het paleis vervolgens aan de handelaar Pierre Chabannel (1793). Chabannel verkocht het paleis op zijn beurt aan de prefectuur Gard tijdens het Eerste Franse Keizerrijk (1807). Na de Restauratie van de monarchie besliste koning Lodewijk XVIII dat het paleis terug toebehoorde aan de bisschop van Nîmes (1822). Einde 19e eeuw werd de niet-gebruikte waterput dichtgegooid; deze had een belangrijke rol gespeeld in de Michelade in de 16e eeuw. Het bisschoppelijk paleis kreeg ook meerdere glasramen en een nieuw meubilair.
De laatste bisschop van Nîmes die in het paleis verbleef was Beguinot. Door de scheiding van kerk en staat (1907) en de bijhorende confiscaties van kerkelijke goederen, verliet Beguinot het paleis. Beguinot kocht een huis in de rue Robert, wat tot vandaag de bisschoppelijke residentie gebleven is. De prefectuur Gard eigende zich het paleis toe (1907) want zij was van oordeel dat het keizerlijk besluit van 1807 nog steeds van kracht was. In 1909 verkocht de prefectuur de nevengebouwen van het paleis aan de Franse Staat. Deze brak de poortgebouwen en buitenmuren af, om de passage rond de kathedraal te vergemakkelijken. Zo werd de Rue Mathieu-Lacroix aangelegd op het domein. Het eigenlijke paleis verkocht de prefectuur aan de stad Nîmes (1910). De stad bracht er tijdelijk de Académie de Nîmes onder.

## Musée du Vieux Nîmes
Finaal richtte de stad het Musée du Vieux Nîmes in (1920); de Académie de Nîmes verliet het gebouw. Het was door toedoen van Henry Bauquier (1873-1952), historicus en muntverzamelaar, dat het Musée du Vieux Nîmes ontstond. De deuren openden in 1821. 
Het museum toont collecties afkomstig van verschillende privé-verzamelaars in Nîmes. Het gaat om schilderijen en beelden van lokale meesters, meubilair uit vorige eeuwen, alsook archeologische vondsten. Het museum bezit een oude verzameling van beschilderde muurtegels uit de streek van Uzès. Eén vleugel is uitsluitend gewijd aan de textielindustrie in Nîmes.
In de tweede helft van de 20e eeuw werd de collectie uitgebreid rond het thema stierengevechten in Nîmes.
Regelmatig zijn er tijdelijke tentoonstellingen rond welbepaalde thema’s.
Sinds 1986 is het voormalig bisschoppelijk paleis/Musée du Vieux Nîmes erkend als monument historique en beschermd erfgoed van Frankrijk.